# Lepidiota
Genre
Lepidiota est un genre de hannetons appartenant à la famille des Scarabaeidae que l'on rencontre en Asie du Sud-Est et en Océanie.

## Description
Ce genre est composé d'espèces de taille moyenne entre 21 et 26 mm de longueur, les mâles étant toujours plus petits. Leur corps est de forme ovale dans une gamme chromatique de bruns. Leurs élytres sont souvent recouverts de poils courts.

## Nutrition
Les larves de ces espèces se nourrissent de canne à sucre et d'autres plantes qu'elles détruisent.

## Espèces
- Lepidiota albohirtum Waterhouse
- Lepidiota alticalceus Allsopp
- Lepidiota bimaculata (Saunders)
- Lepidiota blanchardi Dalla Torre
- Lepidiota caudata Blackburn
- Lepidiota consobrina Girault
- Lepidiota crinita Brenske
- Lepidiota darwini Blackburn
- Lepidiota emarginata Burmeister
- Lepidiota frenchi Blackburn
- Lepidiota froggatti Blackburn
- Lepidiota grata Blackburn
- Lepidiota laevis Arrow
- Lepidiota mansueta Burmeister
- Lepidiota molitor Burmeister
- Lepidiota mungomeryi Britton
- Lepidiota negatoria Blackburn
- Lepidiota noxia Britton
- Lepidiota picticollis Lea
- Lepidiota pinguis (Burmeister)
- Lepidiota pruinosa Wiedemann
- Lepidiota reuleauxi Brenske
- Lepidiota rothei Blackburn
- Lepidiota rugosipennis Blanchard
- Lepidiota rugosipennis Lea
- Lepidiota squamulata Waterhouse
- Lepidiota stigma (Fabricius)
- Lepidiota trichosterna Lea
- Lepidiota vogeli Brenske